# Daihatsu Charmant
Daihatsu Charmant (яп. ダイハツ・シャルマン, хепбёрн Daihatsu Sharuman) — субкомпактный автомобиль производства японской компании Daihatsu. Все модели в значительной степени были основаны на платформах E20/E70 Toyota Corolla и оснащались рядными четырёхцилиндровыми двигателями Toyota объёмом 1,2—1,6 л. Изменения моделей Charmant происходили параллельно с изменениями моделей Corolla. Название charmant в переводе со французского означает «очаровательный».

## Первое поколение (A10/A20/A30/A40; 1974—1981)
Daihatsu Charmant дебютировал в ноябре 1974 года. Первое поколение было основано на платформе E20 Corolla. Первоначально автомобили продавались в комплектациях Deluxe, Custom и Hi-Custom. Автомобили приводились в движение 1,2-литровым двигателем 3K-H мощностью 52 кВт (70 л. с.) или же 1,4-литровым двигателем T мощностью 63 кВт (85 л. с.). Оба двигателя находятся в полном рейтинге SAE. Кодовые обозначения: A10 (1,2 литра) и A20 (1,4 литра). Коробка передач — четырёхступенчатая механическая, пятиступенчатая механическая или же двухступенчатая автоматическая.
Универсалы Daihatsu Charmant дебютировали в декабре 1974 года. На внутреннем японском рынке автомобили позиционировались, как «фургоны». Кодовые обозначения: A10V и A20V. Коробка передач — четырёхступенчатая механическая. Также имеется дополнительный базовый комплект под названием Standard.
В 1975 году двигатели были усовершенствованы: в целях соответствия японским нормам выбросов 1975 года была внедрена система контроля выбросов DECS-C (Daihatsu Economic Cleanup System-Catalyst). В ноябре 1976 года автомобили претерпели небольшой рестайлинг: изменения коснулись радиаторной решётки. Комплектации седанов: Grand Custom (GC) и Sporty Custom (SC). Двигатели получили названия 3K-U и T-U. Мощность двигателя 3K-U по стандарту SAE составляла 47 кВт (64 л. с.), а мощность двигателя T-U — 60 кВт (82 л. с.).
В марте 1978 года 1,2- и 1,4-литровые двигатели были заменены 1,3-литровым двигателем 4K-U (A30) мощностью 53 кВт (72 л. с.) и 1,6-литровым двигателем DECS-L 12T-U (A40) мощностью 65 кВт (88 л. с.). Интерьер и экстерьер (включая облицовку, задние фонари и приборную панель) претерпели большие изменения. В то же время была добавлена защитная боковая полоса. С июля 1978 года 1,6-литровый двигатель работал в паре с трёхступенчатой автоматической трансмиссией с повышающей передачей. Фургоны стали оснащаться двигателями 3K-HJ мощностью 49 кВт (67 л. с.) и T-J мощностью 59 кВт (80 л. с.). С 1979 года фургоны оснащались 1,3-литровым двигателем 4K-J мощностью 51 кВт (69 л. с.) или же 1,6-литровым двигателем 12T-J мощностью 63 кВт (86 л. с.). Двигатели по-прежнему работали в паре с четырёхступенчатой механической трансмиссией. Кодовые обозначения были изменены на A30V и A40V.

### Экспорт
Daihatsu Charmant экспортировался в большое количество стран, в основном, на рынки без собственной автомобильной промышленности. Экспортные версии Charmant оснащались двигателями 3K мощностью 40 кВт (55 л. с.) и T мощностью 46 кВт (62 л. с.) по стандарту DIN. Коробка передач — четырёхступенчатая механическая. В 1979 году в моторную гамму был добавлен двигатель 2T мощностью 52 кВт (71 л. с.) по стандарту DIN. Коробка передач — пятиступенчатая механическая или же трёхступенчатая автоматическая.

Charmant — первый автомобиль Daihatsu, продаваемый на исландском рынке, куда летом 1979 года было привезено огромное количество автомобилей из Нидерландов.
- 1979 Daihatsu Charmant 1400 (A20; Европа)
- 1976—1978 Daihatsu Charmant 1600 (A40V; Чили)
- 1978—1981 Daihatsu Charmant 1600 (A40V; Чили)
- 1978–1981 Daihatsu Charmant 1600 (A40; Чили)

## Второе поколение (A35/A45/A55/A60; 1981—1987)
Второе поколение Charmant было представлено в сентябре 1981 года на Франкфуртском автосалоне. Единственный кузов — четырёхдверный седан.
В основном, автомобили Daihatsu Charmant второго поколения оснащались 1,3-литровым (1290 см3) двигателем 4K мощностью 46—54 кВт (62—74 л. с.) в зависимости от рынка или же 1,5-литровым (1453 см3) двигателем 3A-U мощностью 61 кВт (83 л. с.) при 5600 об/мин. На экспортные рынки автомобиль поставлялся с 1,6-литровым (1588 см3) двигателем 2T мощностью 56—61 кВт (76—83 л. с.) в зависимости от степени сжатия и предполагаемых рынков. В 1984 году двигатель 3A-U был заменён 1,6-литровым (1587 см3) двигателем 4A мощностью 60 кВт (82 л. с.) по стандарту DIN. Комплектации: LD, LC, LE и LGX. Все двигатели были карбюраторными. На японском рынке топовая комплектация (с климат-контролем) носила название «Altair».
Автомобили Daihatsu Charmant второго поколения имели независимую переднюю подвеску и заднюю четырёхрычажную подвеску. Осенью 1984 года автомобили претерпели небольшой рестайлинг: оригинальные листовые рессоры на задней подвеске были заменены койловерами.

В конце 1987 года Daihatsu Charmant был снят с производства.
- Вид спереди
- Вид сзади